# Мната, Метаха
Метаха Бонифас Мната (англ. Metacha Boniphace Mnata; род. 25 ноября 1998, Додома, Танзания) — танзанийский футболист, вратарь сборной Танзании.

## Карьера
Метаха начал карьеру в клубе «Азам», спустя год перешёл в «Мбао»
22 мая 2019 года вратарь был включён в окончательную заявку сборной Танзании для участия в Кубке африканских наций 2019. Мната дебютировал в составе национальной команды в третьей встрече группового этапа против сборной Алжира.